# إريك بول (سياسي)
إريك بول (بالإنجليزية: Eric Poole)‏ هو سياسي أسترالي، ولد في 10 أغسطس 1942. انتخب عضو الجمعية التشريعية للإقليم الشمالي ‏.